# Tucker Gates
Tucker Gates é um diretor de criação e produtor estadunidense. Trabalhou em episódios de séries da American Broadcasting Company, entre elas Alias e Lost.